# Krýchov
Krýchov, Krýchaw o Kríchev (bielorruso: Кры́чаў; ruso: Кри́чев) es una ciudad subdistrital de Bielorrusia, capital del distrito homónimo en la provincia de Maguilov.
Es una de las ciudades más antiguas del país. Se conoce su existencia desde 1136, cuando se menciona con el nombre de Krechut como una de las ciudades que rindieron tributo a Rostislav Mstislávich como príncipe de Smolensk. En el siglo XIV se integró en el Gran Ducado de Lituania. Recibió el Derecho de Magdeburgo en 1633. En la Primera partición de Polonia de 1772 se integró en el Imperio ruso. Adquirió estatus urbano en la administración bielorrusa el 27 de septiembre de 1938, cuando se creó el primer mapa de ciudades de Bielorrusia.
En 2010 tiene una población de 27 100 habitantes.
Se ubica en el este del país a orillas del río Sozh, a unos 5 km de la frontera con Rusia.